# A Védelmezők
A Védelmezők (eredeti cím: The Defenders) 2017-ben  vetített amerikai akció dráma sorozat, amelyet Douglas Petrie és Marco Ramirez alkotott.
A sorozat producere Evan Perazzo. A zeneszerzője John Paesano. A főszerepekben Charlie Cox, Krysten Ritter, Mike Colter, Finn Jones és Eka Darville láthatóak. A sorozat a Marvel Television, az ABC Stúdió, a Goddard Textiles és a Nine and a Half Fingers, Inc. megbízásából készült, forgalmazója a Netflix Streaming Services.
Amerikában 2017. augusztus 18-án mutatta be a Netflix. Magyarországon a Disney+ mutatta be 2022. június 29-én.

## Cselekmény
Fenegyerek, Vasököl, Jessica Jones és Luke Cage összefognak New Yorkban és felveszik a harcot a Kéz nevű szervezet ellen.

## Szereplők

### Főszereplők
| Szereplők                 | Színészek        | Leírás |
| ------------------------- | ---------------- | --- |
| Matt Murdock / Fenegyerek | Charlie Cox      | Vak ügyvéd Hell’s Kitchenben, aki titokban szuperhős.                                                                                      |
| Jessica Jones             | Krysten Ritter   | Magánnyomozó aki poszttraumás stresszben szenved.                                                                                          |
| Luke Cage                 | Mike Colter      | Korábbi bűnöző. Most az erejével gonoszokat üldöz.                                                                                         |
| Danny Rand / Vasököl      | Finn Jones       | Egy milliárdos buddhista szerzetes, társtulajdonosa a Rand Enterprises-nek. A harcművészeti képességeivel előtudja hívni a Vasököl erejét. |
| Malcolm Ducasse           | Eka Darville     | Jessica szomszédja és asszisztense. |
| Franklin "Foggy" Nelson   | Elden Henson     | Murdock korábbi barátja, aki most Jeri Hogarth-nek dolgozik.                                                                               |
| Colleen Wing              | Jessica Henwick  | A Hand egykori tagja, Rand szeretője és egy New York-i dojo tulajdonosa.                                                                   |
| Misty Knight              | Simone Missick   | Harlemi rendőrség nyomozója, Cage szövetségese.                                                                                            |
| Bakuto                    | Ramón Rodríguez  | Hand tagja, Wing korábbi szenszeje. |
| Trish Walker              | Rachael Taylor   | Jones legjobb barátja. |
| Karen Page                | Deborah Ann Woll | Murdock barátja és egykori titkára. Népszerű újságíró.                                                                                     |
| Elektra Natchios          | Élodie Yung      | Tirkozatos nő Murdock múltjában, Hand tagja.                                                                                               |
| Claire Temple             | Rosario Dawson   | Egykori ápolónő, aki tanácsokat ad Murdocknak.                                                                                             |
| Stick                     | Scott Glenn      | Murdock mentora, aki háborút indít a Hand ellen.                                                                                           |
| Alexandra                 | Sigourney Weaver | A Hand egyik vezetője. |

### Mellékszereplők
| Szereplők        | Színészek         | Leírás                                             |
| ---------------- | ----------------- | -------------------------------------------------- |
| Gao              | Wai Ching Ho      | A Hand tagja.                                      |
| Cole Miller      | J. Mallory McCree | Harlemi fiatalember, aki a Hand tagja lesz.        |
| Michelle Raymond | Michelle Federer  | Egy nő, aki Joneshez fordul az eltűnt férje miatt. |
| Lexi Raymond     | Chloe Levine      | John és Michelle lánya.                            |
| Sowande          | Babs Olusanmokun  | A Hand tagja, aki fiatalokat toboroz.              |
| Strieber         | Ron Simons        | Knight rendőr kapitánya.                           |
| Murakami         | Yutaka Takeuchi   | A Hand tagja.                                      |

## Epizódok
| # | Cím                                          | Rendező               | Író                                                      | Premier                              |
| --- | -------------------------------------------- | --------------------- | -------------------------------------------------------- | ------------------------------------ |
| 1. | A „H” betűs szó (The H Word)                 | S. J. Clarkson        | Douglas Petrie és Marco Ramirez                          | 2017. augusztus 18. 2022. június 29. |
| Danny Rand (Vasököl) és társa, Colleen Wing Kambodzsában a Kéz embereire vadásznak. A nyomok New Yorkba vezetnek. Matt Murdock időközben felhagyott Daredevil alteregójával és pro bono ügyvédként dolgozik de még mindig kísértik érzései Elektra iránt, aki a Kéz elleni küzdelemben meghalt. Luke Cage visszatér Harlem utcáira, ahol Misty Knight rendőrségi nyomozó tájékoztatja arról, hogy helyi fiatalok egy titokzatos ügyletbe keverednek, és sokan közülük meghalnak. Jessica Jones egy Raymond nevű eltűnt férfit keresve robbanószereket fedez fel a személy lakásán amikor egy névtelen hívó figyelmezteti, hogy hagyja abba a nyomozást. |                                              |                       |                                                          |                                      |
| 2. | Aljas jobbhorog (Mean Right Hook)            | S. J. Clarkson        | Lauren Schmidt Hissrich és Marco Ramirez                 | 2017. augusztus 18. 2022. június 29. |
| Jones kihívja a rendőrséget majd távozás közben bizonyítékokat visz magával. Cage nyomozni kezd a fiatalok ügyében, és rájön, hogy őket egy műhely takarítására küldték, ahol a Kéz több ellenségét meggyilkolták. Danny és Wing szintén ezt a helyet fésülik át. Danny és Luke összecsapnak amit megszakít a rendőrség megjelenése. Egy rejtélyes nő, Alexandra és csoportja terveit egy misztikus fal akadályozza meg. A nő azt gyanítja, hogy ez valójában egy ajtó lehet így régi ellenségét, Botot vallatja információkért. Jessica-t ügyvédje, Jeri Hogarth figyelmezteti, hogy hagyja abba a nyomozást nehogy belekeveredjen valami rosszba. Később a nő Foggy-t kéri arra hogy tartsa szemmel Jones-t. Jess később visszatér a lakásába, ahol megtalálja az eltűnt férfit. A Kéznek dolgozott és félti a családját. Azonban hamarosan Elektra megjelenik és megtámadja őket. A férfi végül öngyilkos lesz a családja érdekében. Jones üldözőbe veszi Natchiost, de végül Misty Knight nyomozó letartóztatja. Matt megjelenik mint Jones ügyvédje és kihozza a rendőrségről. |                                              |                       |                                                          |                                      |
| 3. | A legrosszabb viselkedés (Worst Behavior)    | Peter Hoar            | Lauren Schmidt Hissrich és Douglas Petrie                | 2017. augusztus 18. 2022. június 29. |
| A Kéz a feltámasztott Elektrát a Fekete Égboltnak neveti mint a szervezet ősi fegyvere. Alexandra irányítása alatt kiképzik hogy a Kéz ellenségei ellen harcoljon a jövőben. Cage barátnője, Claire összehoz egy találkozót Randy-vel az együttműködés érdekében. a Kéz elleni harcban, ám ellentétek alakulnak ki köztük eltérő hátterük miatt. A négy személy külön-külön nyomozásaik során eljutnak a Midland Circle nevű céghez ahol ott találják Alexandrát és a Kéz tagjait. A Fekete Égbolt is megjelenik és elkezdődik a harc. Végül Danny sikeresen elűzi a nőt. |                                              |                       |                                                          |                                      |
| 4. | Királyi sárkány (Royal Dragon)               | Phil Abraham          | Drew Goddard és Marco Ramirez                            | 2017. augusztus 18. 2022. június 29. |
| Miután elmenekülnek, Vasököl, Cage, Jones és Matt egy étteremben rejtőznek el. Vasököl felveti hogy fogjanak össze a Kéz ellen. Bot is csatlakozik a csapathoz miután megszökött a Kéz fogságából. Elmagyarázza, hogy régen a K’un-Lun vénei összegyűltek, hogy tanulmányozzák a Csi gyógyító erejét, de közülük öten ezt a hatalmat az örök élet elérésére akarták használni, ezért száműzték őket. Ők lettek a Kéz öt ujja: A jelenben Alexandra, Madame Gao, Sowande (aki Harlem fiataljait toborozta), Murakami és Bakuto. A Kéz már minden ellenfelét legyőzte, kivéve Botot és Vasökölt. Később Alexandra megérkezik, és alkut ajánlː hogy megkíméli New Yorkot, ha Danny vele tart, mivel csak Vasököl tudja kinyitni az a bizonyos ajtót. Danny azonban visszautasítja az ajánlatot. - K’un-Lun egy misztikus, elveszett város a Kunlun-hegységben. Az ide vezető kapu és egész K’un-Lun védelme Vasököl feladata. |                                              |                       |                                                          |                                      |
| 5. | Fedezékbe (Take Shelter)                     | Uta Briesewitz        | Lauren Schmidt Hissrich, Douglas Petrie és Marco Ramirez | 2017. augusztus 18. 2022. június 29. |
| Amíg a többiek harcolnak a vendéglőben, Matt eltereli Elektra figyelmét és nevén szólítja mert hiszi hogy az igazi énje még ott lakozik benne. Az egyik tag, Murakami megölné Mattet de Elektra megakadályozza. Luke elfogja a szervezet másik tagját, Sowandét, aki figyelmezteti őket, hogy a Kéz következő célpontjai a szeretteik lesznek, ezért Misty a rendőrségen tartja a csapat hozzátartozóit amíg elül a por. Matt az események hatására úgy dönt, hogy újra felveszi Fenegyerek alteregóját. Murakami kétségbe vonja Alexandra vezetői képességét és azt tervezi hogy Alexandra nélkül dolgozzanak tovább. A fogságban tartott Sowandét Bot lefejezi amikor az megpróbál elmenekülni. |                                              |                       |                                                          |                                      |
| 6. | Hamvak (Ashes, Ashes)                        | Stephen Surjik        | Drew Goddard & Marco Ramirez                             | 2017. augusztus 18. 2022. június 29. |
| A csapat rájön hogy, hogy igazából nem Vasököl hanem az ő Csi ereje kell a Kéznek. Emiatt Danny elrejtése mellett döntenek de ebbe a férfi nem megy bele ezért megtámadja a többieket. Végül egy székhez kötve végzi Luke őrizetében, míg a többiek tovább nyomoznak. Elektra elkezd emlékezni korábbi életére, de Alexandra nyomatékosítja benne, hogy ő már nem az a személy. A Kéz többi vezetője megtudja Sowande halálát és ez még jobban elmélyíti a bizalmatlanságot Alexandra vezetésében. Matt és Jessica felfedeznek egy nagy lyukat a Midland Circle alatt. Eközben Bot elkábítja Luke-ot és mag akarja ölni Danny-t nehogy a Kéz megszerezze magának viszont Elektra felbukkan és megöli Botot és elviszi Danny-t. A nő visszatér Alexandráékhoz és megöli a vezetőt és átveszi a szervezet feletti irányítást. |                                              |                       |                                                          |                                      |
| 7. | Halacska a börtönben (Fish in the Jailhouse) | Félix Enríquez Alcalá | Lauren Schmidt Hissrich és Marco Ramirez                 | 2017. augusztus 18. 2022. június 29. |
| Jess, Matt és Luke a rendőrségen találják magukat gyanúsítottjak Sowande és Bot ügyében. Beszélnek a Kézről és a nagy tervükről Mistynek. A Kéz megmaradt tagjai beleegyeznek, hogy Elektra vezesse őket és remélik, megtaláljak azt az anyagot amire az örök élet miatt van szükségük. szükségük van a halál elkerüléséhez. Elektra leviszi Danny-t az épület alá hogy kinyissa az ajtót. Jones, Murdock és Cage megszöknek az őrsről és elindulnak a Midland Circle-höz ahol várja már őket Gao, Bakuto és Murakami. Később Danny társa, Wing is megérkezik aki magával hozta a robbanóanyagokat, amelyeket Raymond gyűjtögetett. A csapat legyőzi Gao-éket és elindulnak felrobbantani az épületet. |                                              |                       |                                                          |                                      |
| 8. | A Védelmezők (The Defenders)                 | Farren Blackburn      | Lauren Schmidt Hissrich és Marco Ramirez                 | 2017. augusztus 18. 2022. június 29. |
| Miután átjutnak a kapun Gao elmondja Danny-nek hogy az a bizonyos "feltámadási" anyag ami meggátolja hogy meghaljanak az a sárkányok csontjaiból származik akárcsak Vasököl képességei. amelyek egy sárkánytól erednek. A Kéz elkezdi a begyűjtést. Wing és Claire elhelyezik a robbanóanyagokat miután a többiek elmenekültek. Megjelenik Bakuto és Winggel elkezdenek harcolni. Felbukkan Misty is akinek Bakuto levágja a karját. segítségére érkezik, levágja a karját. Végül Wing végül lefejezi Bakutót. Jessica, Matt és Luke csatlakoznak Danny-hez és segítenek neki a Kéz elleni harcban. Matt ráveszi a többieket, hogy meneküljenek el még a robbanás előtt viszont ő ottmarad Elektrával. A robbanás megtörténik, az épüket összeomlik, maga alá temetve Gaot, Murakamit és Mattéket. Az eseményeket titokban maradnak. Randy Jessica és Cage úgy döntenek, hogy továbblépnek, és megvédik a várost. A sebesült Matt egy szobában ébred, egy nővér és Lantom atya társaságában. A történet a Daredevil 3. évadában folytatódik.                                        |                                              |                       |                                                          |                                      |

## Gyártás

### Előkészület
2013 októberében a Deadline Hollywood arról számolt be, hogy a Marvel Television négy drámasorozatot és egy minisorozatot készít, összesen 60 epizódot, hogy video on demand szolgáltatásokon mutatják be. A Netflix, az Amazon és a WGN America pedig érdeklődését fejezték ki. Néhány héttel később a Marvel és a Disney bejelentette, hogy a Netflixen lesznek láthatóak. 2015 novemberében a Marvel Comics főszerkesztője Joe Quesada kijelentette, hogy a Marvel nem fél attól, hogy megváltoztassa a Defenders felállását a klasszikus felállástól (Doktor Strange, Hulk, Namor és Ezüst Utazó). 